# Peltigera praetextata
Espèce
Peltigera praetextata est une espèce de lichen.

## Habitats
Se trouve souvent à la base des troncs d'arbres.